# Liesbet Vindevoghel
Liesbet Vindevoghel (29 december 1979) is een Belgisch voormalig volleybalster.

## Levensloop
Vindevoghel kwam uit voor VDK Gent. In 1999 maakte ze de overstap naar Asterix Kieldrecht. Met deze club won ze tweemaal de landstitel (2000 en 2001) en even vaak de Beker van België (2001 en 2002) en de Supercup (2000 en 2002). Daarnaast won ze met Asterix in 2001 de Top Teams Cup. Tevens werd ze als speelster van deze club in 2002 verkozen tot 'volleybalster van het jaar'.
In 2003 maakte ze de overstap naar het Italiaanse Dimeglio Brums Busto Arsizio, een club die op dat moment actief was in de Serie A2. Na twee seizoenen bij deze club maakte ze in 2005-'06 de overstap naar Riso Scotti Pavia en het daaropvolgende seizoen naar All Fin Volta Mantovana. In seizoen 2008-'09 was ze actief bij Brunelli Volley Nocera Umbra om vervolgens terug te keren naar Volta Mantovana. In 2011-'12 ging ze aan de slag in de Poolse competitie bij BKS Bielso-Biała om het daarop volgende seizoen terug te keren naar de Italiaanse competitie (ditmaal de serie A1). In 2012-'13 was ze aan de slag bij Duck Farm Chieri Torino Volley Club en in 2013-'14 bij Rebecchi Nordmeccanica Piacenza. Met deze club werd ze dat seizoen landskampioen, bekerwinnaar en won ze de Italiaanse Supercup. In 2014-'15 was Vindevoghel actief bij Metalleghe Sanitars Montichiari en vanaf 2015 tot 2018 was ze ten slotte actief bij het Franse Saint-Raphaël Var. Met deze club werd ze in 2015-'16 landskampioen en won ze in 2016 de Franse Supercup.
Daarnaast was Vindevoghel actief bij de Belgische nationale ploeg. Met de Belgische equipe nam ze onder meer deel aan het Europees kampioenschap van 2009.
Ook was ze actief in het beachvolleybal, waarin ze tweemaal Belgisch kampioene werd. In 1999 met Veronique Philippe en in 2008 met Joke Renneboogh. Daarnaast behaalde ze viermaal zilver (2000, 2002, 2003 en 2004) en tweemaal brons op het BK (2001 en 2009). In 2000 vormde ze er een duo met Katrien De Decker, in 2001 met Tatyana Zhmakova, in 2002 met Frauke Dirickx, in 2003 met Liesbet Van Breedam, in 2004 met Joke Renneboogh en in 2009 met Ester Lowette.